# 大垣市時山文化伝承館
大垣市時山文化伝承館（おおがきしときやまぶんかでんしょうかん）とは、岐阜県大垣市にある大垣市の文化施設。

## 概要
- 時山地区に伝わる文化・技術の伝承、及び地域と都市住民との交流を目的とした施設である[2]。上石津町の上石津町時山文化伝承館として[2]、1996年（平成8年）5月19日開館[3]。2006年（平成18年）3月27日に上石津町が大垣市に編入され、同時に大垣市時山文化伝承館に改称する。

## 施設概要
時山地区は大垣市上石津町の南西部の集落であり、牧田川の源流に位置する。この地区独特の伝統や文化があり、それらについて展示及び伝承している。
- 時山炭
  - かつての時山地区の主産業は炭焼きであり、独自の製造方法、炭焼きの道具や、炭に関連した生活用品を展示。
- 時山花火
  - 時山まつりで奉納される花火。かつては地区の住民で花火を製造しており、花火の製造の道具などを展示。
- 時山刺し子
  - 炭焼きする時の仕事着などの衣服の展示。
  - 刺し子の技術を残すため、時山刺し子教室が開催されている。また、毎年10月には時山刺し子展があり、教室で製作された刺し子の展示即売会が開催される。

## 利用案内
- 住所：岐阜県大垣市上石津町時山864番地1
- 開館時間：9：00 - 17：00[2][4]
- 開館日：水曜日・土曜日　（ただし、1月1日から3月31日までは全面休館）[2][4]
- 入館料：110円[2][4]

## 交通アクセス

### 公共交通機関
- 名阪近鉄バス関ケ原時線「時」バス停下車、徒歩約60分
- 大垣市コミュニティバス（上石津地域コミュニティバス）時コース「時山生活改善センター」バス停下車、徒歩約12分

### 自動車
- 名神高速道路関ヶ原ICより、国道365号、県道139号経由で約40分。
- 日本昭和音楽村より6.7㎞[5]